# Единственный живой парень в Нью-Йорке
«Единственный живой парень в Нью-Йорке» (англ. The Only Living Boy in New York) — американский драматический художественный фильм 2017 года режиссёра Марка Уэбба. В главных ролях — Каллум Тёрнер, Кейт Бекинсейл и Пирс Броснан.

## Сюжет
Томас Уэбб недавно выпустился из колледжа, у него есть любимая подруга Мими и он не имеет понятия, что делать со своей жизнью. В один день он встречает своего нового соседа У. Ф. Джеральда, который решил помочь Томасу и начал давать ему жизненные советы...
Однажды Томас и Мими отдыхали в баре и увидели отца Томаса, редактора Итана Уэбба с молодой девушкой Джоанной. Опасаясь что роман отца может навредить матери Джужит, начинает следовать за Джоанной. Джоанна замечает Томаса и заводит с ним разговор. Она рассказывает, что она редактор, работает вместе с отцом Томаса, и она узнала Томаса по фотографиям в кабинете Итана. Джоанна говорит Томасу, что он ребёнок, который ничего не знает, и на самом деле он тоже хочет спать с ней. Он повторяет очную ставку с У.Ф., затем неохотно признается, что действительно хочет с ней переспать.
На вечеринке у друга Томас натыкается на Джоанну с ещё одним мужчиной. Он называет её проституткой, но она объясняет, что её парень гей. Томас неожиданно целует её. Начинается роман, и Томас начинает влюбляться в Джоанну. Он говорит ей, что с детства мечтал стать писателем, но Итан сказал ему, что его эссе были только «посредственными».
В отсутствие У. Ф. Томас находит рукопись под названием «Единственный живой мальчик в Нью-Йорке». У. Ф. на самом деле успешный, хотя и затворнический писатель; Томас вдохновил его снова писать. Томас показывает ему свои сочинения, и У. Ф. говорит, что у него есть талант.
Томас приглашает У. Ф. на вечеринку в компанию своего отца. Томас берет Мими на вечеринку, и она неожиданно проявляет к нему чувства. Она спрашивает его, есть ли у него роман с Джоанной, который он отрицает. Томас видит У. Ф. на вечеринке и пытается познакомить его с матерью, но У. Ф. внезапно исчезает. У. Ф. встречается с Джоанной на крыше и предупреждает её, чтобы она не причиняла вреда Томасу.
Итан делает предложение Джоанне, и она прекращает свои отношения с Томасом. Рассерженный, Томас противостоит своему отцу и раскрывает, что он также спал с Джоанной. Итан сердито выходит из комнаты, в то время как Джоанна со слезами на глазах говорит Томасу, что она действительно влюблена в Итана. Она говорит Томасу, что он действительно мало что знает. Она показывает ему газетную вырезку/фотографию, которую Итан держит в своем кабинете, на которой младший Томас выигрывает теннисный матч, а У. Ф. стоит на заднем плане.
Томас приходит к У. Ф., за разъяснениями. У.Ф. рассказывает, что Итан бесплоден, и что он является биологическим отцом Томаса. У.Ф. ушел от Джуди, ради Итана, из-за чего у Джуди началась многолетняя депрессия.
Вернувшись в родительский дом, Томас обнаруживает, что Итан раскрыл Джудит свой роман и хочет развестись. Томас говорит своей матери, что он был в контакте с У. Ф. и что он знает, что Джудит всегда была влюблена в У. Ф.
Год спустя Томас работает в книжном магазине, пытаясь опубликовать свое сочинение. Итан заходит в книжный магазин и предлагает помочь Томасу, в издании книги, но он отказывается. Томас спрашивает, поддерживает ли Итан связь с Джоанной, и тот отвечает, что нет, а потом признается, что лжет. Томас находит Джудит на чтении, слушая, как У. Ф. читает из своей новой книги «Единственный живой мальчик в Нью-Йорке». Томас смотрит на них и улыбается, потому что его мать наконец-то обрела счастье.

## Актёры
- Каллум Тёрнер — Томас Уэбб
- Кейт Бекинсейл — Джоанна
- Пирс Броснан — Итан Уэбб
- Синтия Никсон — Джудит Уэбб
- Джефф Бриджес — У. Ф. Джеральд
- Кирси Клемонс — Мими Пастори